# Nutt Bluff
Das Nutt Bluff ist ein 1315 m hohes Felsenkliff im westantarktischen Queen Elizabeth Land. In den Pensacola Mountains ragt es am Dufek-Massiv südöstlich des Alley Spur auf.
Der US-amerikanische Geologe Arthur B. Ford, Leiter der Mannschaft des United States Geological Survey zur Erkundung des Dufek-Massivs von 1976 bis 1977, benannte es nach der Geologin Constance Jane Nutt (* 1950) von der Stanford University, Mitglied dieser Mannschaft.